# Live in Rio
Live in Rio — концертное видео английской рок-группы Queen, вышло на VHS 13 мая 1985 года. На нём показан концерт группы на фестивале «Rock in Rio» в Рио-де-Жанейро, Бразилия 12 и 19 января 1985 года в рамках тура The Works. Кроме группы в концерте принимал участие Спайк Эдни, игравший на гитаре и клавишных.

## Список композиций
1. «Machines (or 'Back to humans')» (Intro) (Роджер Тейлор и Брайан Мэй)
2. «Tie Your Mother Down» (Мэй)
3. «Seven Seas of Rhye» (Фредди Меркьюри)
4. «Keep Yourself Alive» (Мэй)
5. «Liar» (Меркьюри)
6. «It's a Hard Life» (Меркьюри)
7. «Now I'm Here» (Мэй)
8. «Is This the World We Created…?» (Меркьюри и Мэй)
9. «Love of My Life» (Меркьюри)
10. «Brighton Rock» (Мэй)
11. «Hammer to Fall» (Мэй)
12. «Bohemian Rhapsody» (Меркьюри)
13. «Radio Ga Ga» (Тейлор)
14. «I Want to Break Free» (Джон Дикон)
15. «We Will Rock You» (Мэй)
16. «We Are the Champions» (Меркьюри)
17. «God Save the Queen» (аранж. Мэя)

## Информация о песнях
- «Machines (or 'Back to humans')» была сыграна в записи и только её начало, лишь ударные в конце игрались вживую.
- Некоторые кадры во время исполнения песни «Tie Your Mother Down» входят в видео «Rare Live».
- Перед и после песни «It's a Hard Life» Фредди Меркьюри немного распевался со зрителями.
- Во время исполнения песни «It's a Hard Life» Фредди Меркьюри забыл одну строчку и ему пришлось импровизировать.
- После песни «Is This the World We Created…?» Брайан Мэй на португальском языке представил следующую композицию «Love of My Life».
- Больше половины песни «Love of My Life» пропели зрители.
- Перед песней «Brighton Rock» Мэй сыграл двухминутное гитарное соло, хотя обычно он это делал после неё.
- Перед песней «Bohemian Rhapsody» Меркьюри сыграл небольшое вступление на рояле.